# 반대신문
반대신문(反對訊問)은 증인신문에서 주신문 후에 반대당사자가 하는 신문을 말한다. 반대신문은 주신문의 모순점을 지적하고 반대당사자에게 유리한 내용 중에서 빠진 것들을 이끌어냄으로써 증인의 신용성을 불확실하게 하여 증언의 증명력을 감소시키려는 데 목적이 있기 때문에 반대신문에서는 주신문에서 제기된 사항이나 이와 관련된 사상 및 증언의 증명력을 다투기 위한 사항에 대해서만 신문할 수 있고 반대신문에서 새로운 사항을 신문하기 위해서는 재판장의 허락을 받아야 하고 반대신문에서는 원칙적으로 유도신문이 허용되고 있다.